# Burhánuddín Rabbání
Burhánuddín Rabbání (20. září 1940, provincie Badachšán – 20. září 2011, Kábul) byl afghánský politik tádžické národnosti, prezident země v letech 1992 až 1996, poté nadále uznáván jako prezident např. Organizací spojených národů, i když musel uprchnout na sever země před Tálibánem. V roce 2011 byl zavražděn sebevražedným atentátníkem.
Vystudoval univerzitu v Kábulu a Univerzitu al-Azhar v Káhiře, kde se specializoval na islámskou filozofii. Po návratu se zapojil do aktivit strany Džamíjat-e-islamí, v roce 1972 se stal jejím předsedou. V roce 1974 unikl s pomocí svých studentů zatčení, které mu hrozilo za prosazování myšlenek islámu ve společnosti usilující o sekularismus. Když došlo v zemi ke komunistickému převratu v roce 1978, který následovala sovětská invaze v roce 1979, postavil se do čela odporu Džamíjat-e-islamí proti Afghánské lidově demokratické straně (komunistům), tedy na stranu mudžáhedínů.
Po stažení sovětských vojsk se dostali mudžáhedíni k moci. Tak se stal Rabbání v roce 1992 prezidentem na základě dohody, která měla zajistit rotaci prezidentského úřadu. Po dvou letech ale funkci odmítl opustit a předat ji zástupcům Tálibánu. Následující dva roky provázela jeho vládu válka s Tálibánem, který se pokoušel sjednotit afghánské Paštúny v úsilí o svržení Rabbáního vlády složené převážně z Tádžiků. V roce 1996 Tálibán dobyl Kábul a Rabbání musel uprchnout.
Usadil se v rodné provincii ve městě Fajzabád, kde se postavil do čela tzv. Severní aliance, jedné z frakcí bojující proti Tálibánu. Mezinárodní společenství ho nadále uznávalo za prezidenta země, a tak to byl on, kdo po pádu Tálibánu v prosinci 2001 formálně předal moc novému prezidentu Hámidu Karzajovi. V nové vládě nedostal žádnou funkci a Karzajův režim opakovaně kritizoval, nadále vedl stranu Džamíat-e-islamí.
Právě Karzaj někdy v roce 2010 sestavil zvláštní Mírovou radu, která měla jednat s Tálibánem o nastolení míru výměnou za podíl na moci. Rabbání byl Karzajem pověřen tento 70členný výbor vést. Pokrok v jednání ale blokoval i fakt, že Rabbání podobně jako řada dalších členů výboru sice nepatřili mezi přímé spojence Karzaje, ale zato měli minulost dlouholetých nepřátel Tálibánu.
Dne 20. září 2011 byl Rabbání ve svém domě zavražděn sebevražedným atentátníkem.